# Alessandro Annoni (militare)
Alessandro Annoni (Mondovì, 14 settembre 1899 – Dibra, 11 aprile 1941) è stato un militare italiano, decorato di medaglia d'oro al valor militare alla memoria concessa nel corso della campagna di Grecia durante la seconda guerra mondiale. Inoltre è stato insignito di una medaglia d'argento, quattro di bronzo e di una croce di guerra al valor militare.

## Biografia
Nacque nel rione Piazza di Mondovì (provincia di Cuneo), il 14 settembre 1899, figlio di Paolo e Bice Cabiati. Dopo aver frequentato il Collegio militare di Roma, dove conseguì la maturità classica, fu inviato a prestare servizio presso il 5º Reggimento alpini, dove divenne sottotenente in servizio permanente effettivo nel corso del 1918. Nell'ultimo anno del conflitto si distinse particolarmente in forza al II Gruppo alpino, tanto da venire decorato con una medaglia di bronzo e la croce di guerra al valor militare e promosso tenente. Dopo il termine della guerra presta servizio per circa un anno in Albania con il battaglione alpini "Dronero", rientrando in Patria nel corso del 1919. Trasferito a domanda al XIX Battaglione libico del Regio corpo truppe coloniali della Cirenaica, partecipa per circa tre anni alle operazioni di polizia coloniale. Ritorna in forza al 5º Reggimento alpini nel 1925, e poi parte per la Somalia, in forza al Regio corpo truppe di quella colonia. Rientrato in Italia nel 1931, prende parte ad un corso per osservatore di aeroplano sull'aeroporto di Taranto-Grottaglie, prestando poi servizio, a fasi alterne, presso i reparti di osservazione aerea della Regia Aeronautica.
In vista della guerra d'Etiopia ritorna in Somalia, dove al comando del IV sottogruppo autonomo Dubat consegue la promozione a maggiore per meriti eccezionali, e due medaglie di bronzo al valor militare nel 1937 e 1938, e una prima medaglia d'argento nel 1938. Nel 1939, dopo aver trascorso un periodo in forza al servizio di aerocooperazione del Corpo d'armata celere, e assegnato al 1º Reggimento alpini. Dopo l'entrata in guerra del Regno d'Italia, avvenuta il 10 giugno 1940, partecipa alle operazioni sul fronte occidentale in forza al battaglione alpini "Val Ellero". Nel successivo mese di novembre assume il comando del battaglione alpini "Mondovì", e poi parte per l'Albania, dove sbarca a Durazzo il 15 dicembre. Durante le operazioni sul fronte greco viene decorato di una quarta medaglia di bronzo al valor militare. Denominato "l'Ufficiale Santo" dai suoi soldati, cade in combattimento sul fronte di Dibra l'11 aprile 1941. I suoi alpini ottennero che la sua salma entrasse nella città appena conquistata su una barella innanzi a tutti. È stato sepolto al Cimitero Monumentale di Milano. Promosso postumo al grado di tenente colonnello, fu decorato di medaglia d'oro al valor militare alla memoria.

### Fonti
1. 1 2  Bianchi, Cattaneo 2011, p. 314.
2. ↑  Combattenti Liberazione.
3. 1 2 3 4 5 6 7 8 9  Bianchi, Cattaneo 2011, p. 315.
4. ↑  Cavaciocchi, Ungari 2014, p. 270.
5. ↑  Del Boca 2001, p. 277.
6. 1 2  Bianchi, Cattaneo 2011, p. 316.
7. ↑   Comune di Milano, app di ricerca defunti "Not 2 4get".
8. ↑  Registrato alla Corte dei conti lì 2 giugno 1942, registro 20 guerra, foglio 95.
9. ↑  Registrato alla Corte dei Conti lì 15 giugno 1938, registro n.17, foglio 105.